# Порай-Кошиц, Михаил Александрович
Михаил Александрович Порай-Кошиц (7 января 1918 года, Вятка — 20 апреля 1994 года, Москва) — советский химик-кристаллограф, член-корреспондент АН СССР (1974), награждён орденом «Знак Почёта» (1975), лауреат премии имени Л. А. Чугаева (1991).

## Биография
Родился 7 января 1918 года в городе Вятка, сын видного советского учёного, академика А. Е. Порай-Кошица (1877—1949).
Поступил на физико-химический факультет Ленинградского политехнического института, после эвакуации из блокадного Ленинграда в Казань в 1943 году окончил Казанский государственный университет.
Потом поступил в аспирантуру Института общей и неорганической химии (научный руководитель — член-корреспондент Г. Б. Бокий), где работал до конца жизни: заведующий лабораторией кристаллохимии (1960—1990), с 1990 года — советник при дирекции.
В 1948 году — защитил кандидатскую диссертацию, тема: «Рентгеноструктурное исследование тетранитропалладата калия».
В 1960 году — защитил докторскую диссертацию, тема: «Рентгеноструктурные исследования в области комплексных соединений двухвалентных кобальта и никеля».
В 1961 году — присвоено учёное звание профессора.
Одновременно (по совместительству), работал в МГУ, а с момента основания в 1952 и до 1974 года — заведующий лабораторией кристаллохимии на химическом факультете МГУ. Однако и после 1974 года Михаил Александрович продолжал активно сотрудничать с химическим факультетом в качестве научного консультанта и члена Ученого Совета.
В 1974 году — избран членом-корреспондентом АН СССР.
Умер 20 апреля 1994 года в Москве.

## Научная деятельность
Один из представителей группы ученых, кто был у истоков рентгеноструктурного анализа в СССР.
Основное направление научных исследований — стереохимия и кристаллохимия координационных соединений.
Разработал основы стереохимии комплексов 3d-переходных металлов четвёртого периода и редкоземельных элементов.
Один из первых начал структурные исследования в области оксо-комплексов d0-d2-металлов, в частности изо- и гетерополисоединений, и установил фундаментальные закономерности их строения.
Внес большой вклад в изучение взаимного влияния лигандов в комплексах переходных и непереходных металлов.
Получил существенный результат при изучении специфики вторичных связей и аксиального ковалентного дальнодействия в координационных соединениях.

### Педагогическая и общественная деятельность
Под его руководством было защищено более 40 кандидатских и 12 докторских диссертаций.
Автор курса рентгеноструктурного анализа, который читал в МГУ, начиная с 1948 года. Ему принадлежит заслуга создания основ общего курса лекций по кристаллохимии, который он читал на факультете до 1974 года.
Автор более 700 научных публикаций, включая пять монографий.
Его двухтомный труд — «Рентгеноструктурный анализ» (I том, 1951 г.) и «Практический курс рентгеноструктурного анализа» (II том, 1960 г.) стал настольной книгой для многих поколений «структурщиков» и по сей день он служит полезным учебником для студентов и аспирантов.
Руководитель Секции кристаллохимии Научного совета РАН по химической кинетике и строению.
Руководитель Московского кристаллохимического семинара.
Член Генеральной ассамблеи Международного союза кристаллографов.

### Разное
Цветок шиповника, один из элементов дворянского герба рода Порай стал эмблемой IV Всесоюзного совещания по кристаллохимии (1981 год, Тверь).

## Награды
- Орден «Знак Почёта» (1975)
- Премия имени Л. А. Чугаева (1991) — за цикл работ «Стереохимические аспекты кристаллохимии и координационных соединений»